# Радченко Андрій Якимович
Андрі́й Яки́мович Ра́дченко (* 1900, Охтирка — ?) — фахівець з економіки праці та механізації сільського господарства, родом з Сумщини.
Професор (з 1960), завідувач відділом економіки сільського господарства Інституту економіки АН УРСР. Праці про продуктивність праці та ефективність капіталовкладень у колгоспах і МТС.

## Наукові праці
- Радченко А. Я. Економічні питання сільськогосподарського виробництва. К., 1977